# Clematis guadeloupae
Clematis guadeloupae là một loài thực vật có hoa trong họ Mao lương. Loài này được Pers. mô tả khoa học đầu tiên năm 1806.